# Mata Montana
Mata Montana – singel polskiego rapera Maty, promujący album studyjny, zatytułowany 100 dni do matury. Singel został wydany 3 października 2019.
Nagranie otrzymało w Polsce status podwójnego platynowego singla, przekraczając liczbę 40 tysięcy sprzedanych kopii.

## Geneza utworu i historia wydania
Utwór napisali i skomponowali Michał Matczak i Tash Beats.
Singel ukazał się w formacie digital download 3 października 2019 w Polsce za pośrednictwem wytwórni płytowej SBM Label. Kompozycja została umieszczona na debiutanckim albumie studyjnym Maty – 100 dni do matury.

## Teledysk
Do utworu powstał teledysk, który udostępniono w dniu premiery singla za pośrednictwem serwisu YouTube.

## Lista utworów
- Digital download[7]

1. „Mata Montana” – 3:21

## Certyfikaty
| Kraj          | Certyfikat         | Sprzedaż |
| ------------- | ------------------ | -------- |
| Polska (ZPAV) | 2x platynowa płyta | 40 000+  |